# منتخب تركيا لكرة القاعدة
منتخب تركيا لكرة القاعدة هو ممثل تركيا الرسمي في المنافسات الدولية في كرة القاعدة
.